# Carmen Story
Carmen Story è un film del 1983 diretto da Carlos Saura. Fu candidato all'Oscar al miglior film straniero.
Fu presentato in concorso al 36º Festival di Cannes, dove vinse il Grand Prix Tecnico.

## Riconoscimenti
- BAFTA: miglior film straniero
- Festival di Cannes 1983: Grand Prix Tecnico e Premio per il contributo artistico